# José Graziano
José Francisco Graziano da Silva ComRB (Urbana, 17 de novembro de 1949) é um agrônomo, professor e escritor ítalo-brasileiro nascido nos Estados Unidos. Como acadêmico, escreveu diversas obras sobre a questão agrária no Brasil. Entre 2003 e 2004, atuou no gabinete de Luiz Inácio Lula da Silva como ministro extraordinário de Segurança Alimentar e Combate à Fome, sendo o responsável pela implementação do Programa Fome Zero.
Em 26 de junho de 2011, foi eleito diretor-geral da Organização das Nações Unidas para Alimentação e Agricultura (FAO), para um mandato de três anos e meio (1º de janeiro de 2012 a 31 de julho de 2015). Em junho de 2015, Graziano da Silva, candidato único, foi reeleito a um segundo e último mandato de quatro anos (1º de agosto de 2015 a 31 de julho de 2019).

## Biografia
Graziano nasceu em 17 de novembro de 1949, nos Estados Unidos. Na época, seu pai, José Gomes da Silva (1924-1996), que também era agrônomo - além de ter sido autor do Estatuto da Terra e um grande defensor da reforma agrária -, fazia seus estudos de pós-graduação.
Por ser descendente de  italianos (da região da Calábria), Graziano acabou por acumular três nacionalidades, sendo estadunidense por jus soli e italiano e brasileiro por jus sanguinis.

### Formação acadêmica
Graduou-se em agronomia em 1972, pela Escola Superior de Agricultura Luiz de Queiroz da Universidade de São Paulo, onde também obteve seu mestrado em 1974, com a dissertação Interpretação crítica dos recentes estudos sobre distribuição de renda no Brasil. É doutor pela Universidade Estadual de Campinas (Unicamp), com a tese Progresso técnico e força de trabalho na agricultura brasileira (1980), sob a orientação do professor  Tamás Szmrecsányi, e tornou-se  professor titular de Economia Agrícola da Unicamp. Graziano também realizou pesquisas em nível de pós-doutorado na Universidade da Califórnia e no Instituto de Estudos Latino-Americanos do University College London.
Clique aqui para ver o currículo Lates de José Francisco Graziano da Silva.

### Ministro
Em 2001, Graziano coordenou a formulação do Programa Fome Zero, um dos principais pontos da campanha presidencial de Luiz Inácio Lula da Silva. Em 2002, após a eleição de Lula, Graziano foi nomeado por ele para chefiar o Ministério Extraordinário de Segurança Alimentar e Combate à Fome . Permaneceu no órgão por um pouco mais de um ano, de 1° de janeiro de 2003 a 23 de janeiro de 2004, tendo sido o encarregado pela implementação do Fome Zero, iniciativa apontada como responsável pela retirada de 28 milhões de pessoas da linha da pobreza durante o governo Lula. Em 2004, Lula criou o Ministério do Desenvolvimento Social e Combate à Fome para absorver as funções do Ministério Extraordinário, nomeando Patrus Ananias como responsável pelo novo ministério. Assim sendo, Graziano virou assessor especial da Presidência da República.

### FAO
Em março de 2006, Graziano se tornou representante regional da Organização das Nações Unidas para Alimentação e Agricultura (FAO) para a América Latina e o Caribe. Durante sua permanência no cargo, Graziano conseguiu que os países da América Latina fossem os primeiros em nível mundial a assumir o compromisso de erradicar a fome até 2025. Promoveu, também, um programa vinculado à problemática rural, defendendo o fortalecimento das instituições do setor e políticas públicas voltadas para alcançar um desenvolvimento integral e inclusivo no campo.
Em 2011, candidatou-se ao cargo de diretor-geral da FAO, recebendo o apoio de Lula em artigo publicado no site do jornal britânico The Guardian.
Foi eleito em 26 de junho, durante a 37ª Conferência da organização em Roma após receber 92 dos 180 votos possíveis num segundo turno. Derrotou o ex-ministro de Assuntos Exteriores da Espanha, Miguel Ángel Moratinos, na disputa para substituir Jacques Diouf, cuja administração de 18 anos havia feito com que o órgão impusesse limites de mandato. Outros quatro candidatos disputaram o primeiro turno: Franz Fischler (Áustria), Indroyono Soesilo (Indonésia), Mohammad Saeid Noori Naeini (Irã) e Latif Rashid (Iraque). O primeiro mandato de Graziano começou em 1º de janeiro de 2012 e encerrou-se em 31 de julho de 2015.
A Oxfam recebeu bem a vitória de Graziano, dizendo que ele tem experiência e compromisso para "transformar o nosso sistema alimentar falido e conduzir à mudança para um novo futuro agrícola". O governo dos Estados Unidos também acolheu a eleição dele, salientando a necessidade de incentivo para o desenvolvimento agrícola sustentável, de um maior acesso às culturas alimentares e mais oportunidades para as mulheres e pequenos agricultores.
Em junho de 2015, foi reeleito  diretor-geral da  FAO, para um mandato de mais quatro anos (até julho de 2019), tendo recebido o voto de 177 dos 182 países presentes na 39ª conferência da entidade.

## Vida pessoal
José Graziano da Silva é casado com a jornalista Paola Ligasacchi. Tem dois filhos e seis netos.

## Prêmios e honrarias
Graziano recebeu diversos prêmios e honrarias, como a Ordem do Rio Branco, concedida pelo presidente do Brasil; a Medalha Paulista de Mérito Científico e Tecnológico, conferida pelo governo do estado de São Paulo; e o Prêmio da Sociedade Brasileira de Economia, Administração e Sociologia Rural (Prêmio SOBER).
A Câmara Municipal de São Paulo, concedeu-lhe o título de Cidadão Paulistano, a Medalha Anchieta e o Diploma de Gratidão.
Em 2012, recebeu  o doutoramento honoris causa pela Universidade Técnica de Lisboa, em função do trabalho no governo Lula com o Programa Fome Zero.
Em novembro de 2016, recebeu o título de doutor honoris causa pela Universidade Szent István, de Gödöllő, Hungria, por seu "duradouro e excelente trabalho no campo do desenvolvimento agrícola e rural, e por seus esforços no combate à insegurança alimentar global."
Outros prêmios e honrarias recebidos por José Graziano da Silva podem ser lidos em seu currículo Lates aqui.

## Obras
Graziano é autor, coordenador e diretor de diversos estudos importantes sobre economia agrária, desenvolvimento rural e segurança alimentar. Possui 30 livros publicados, dentre eles O que é Questão Agrária, sua obra mais divulgada, originalmente publicada pela Brasiliense em 1980.